# Kožnatka VanDijkova
Kožnatka VanDijkova (Chitra vandijki) je druh želvy z čeledi Trionychidae. Tento druh je endemit jihovýchodní Asie. Jde o kriticky ohrožený druh. Je pojmenována na počest nizozemského herpetologa Petera Paula van Dijka. Jde o jednu z největších sladkovodních želv, délka krunýře činí skoro metr. 
O jejím chování nevíme skoro nic.

## Výskyt
Chitra vandijki se vyskytuje v Myanmaru, konkrétně v povodích řek Iravádí a Čjintwin a v severozápadním Thajsku. Je možné, že žije i v řece Sistaun. 

## Ochrana
Želva je zapsána jako kriticky ohrožený druh. Dne 28. července 2018 vykopali členové programu ochrany želv TSA a WCS v Myanmaru hnízdo této želvy a vejce přemístili do chráněné líhně v Linpha. Dne 30. září se vylíhlo 64 mláďat této želvy.